# Palette (Weinbaugebiet)

Überblick über die Weinbaugebiete der Provence

Das kleine Weinbaugebiet Palette liegt im Zentrum der französischen Weinbau-Region Provence südöstlich der Stadt Aix-en-Provence. Im Norden davon liegt die große Appellation Coteaux d’Aix-en-Provence; Palette wird auch oft als Grand Cru dieser Appellation bezeichnet.
Die Weinberge mit nur 40 Hektar Rebfläche liegen auf einem selten anzutreffenden Kalksteinboden mit dem Namen Calcaire de Langesse. Dieser Bodentyp war Grund genug für das Errichten einer Appellation d’Origine Contrôlée (kurz AOC) am 28. April 1948. Zugelassen sind Flächen in den Gemeinden Meyreuil und Le Tholonet. Einige Parzellen liegen auf dem Gebiet der Stadt Aix-en-Provence.
Es gibt eine unglaubliche Sortenvielfalt mit über 30 zugelassenen und zum Teil sehr seltenen Rebsorten.
Generell unterliegt die Ernte einer Mengenbeschränkung von max. 40 Hektoliter / Hektar.
Rotwein und Roséwein werden aus zumindest 50 % der Hauptsorten Mourvèdre, Grenache und Cinsault (hier Plant d’Arles genannt) gekeltert. Daneben sind die Rebsorten Brun Fourca, Cabernet Sauvignon, Carignan, Castets (Rebsorte), Durif, diverse rote Muskat-Sorten wie Muscat de Hambourg, Muscat noir de Provence, ..., Petit Brun, Syrah, Terret Gris, Téoulier (auch Manosquin genannt) und Tibouren, sowie ein Anteil von maximal 15 % aller zugelassener weißen Rebsorten. Die Weine haben einen Mindestalkoholgehalt von 11 Vol.-%. Sie sind aromatisch, entwickeln Aromen von Veilchen und altern gut.
Bei den Weißweinen ist die Rebsorte Clairette Blanche (mit diverse Spielarten wie Clairette à gros grains, à petits grains, Clairette de Trans, Picardan, Clairette Rose und die Oeillade Blanche) die Hauptsorte, die einen Mindestanteil von 55 % im Verschnitt aufweisen muss. Nebensorten sind Aragnan Blanc, Colombard, Grenache Blanc, diverse weiße Muskat Sorten (Muscat de Frontignan, Muscat de Die, Panse muscade oder Panse du Roi René de Provence,...), Pascal Blanc, Piquepoul Blanc, Terret Gris (hier Terret-Bourret genannt) und Ugni Blanc.
Bekannteste Weingüter der Appellation sind Château Simone und Château La Crémade, die zusammen über mehr 20 Hektar Rebfläche verfügen. Insbesondere die Weine dieser Güter brauchen mindestens 8 – 10 Jahre Flaschenreifung, bevor sie sich voll entfalten können aber mehr als 20 Jahre gelagert werden.